# Zum kostbaren Blut Christi (Vaterstetten)
Die römisch-katholische Kirche Zum kostbaren Blut Christi in Vaterstetten ist eine Pfarrkirche im Pfarrverband Vaterstetten im Dekanat München-Nordost des Erzbistums München und Freising. Sie wurde am 31. August 1952 durch Weihbischof Johannes Neuhäusler geweiht.

## Architektur und Ausstattung
Bei der Saalkirche handelt es sich um einen geosteten Longitudinalbau mit eingezogenem Rechteckchor und offener Orgelempore. Im angeschlossenen Zwiebelturm sind vier Glocken im Klang des Salve-Regina-Geläuts untergebracht.

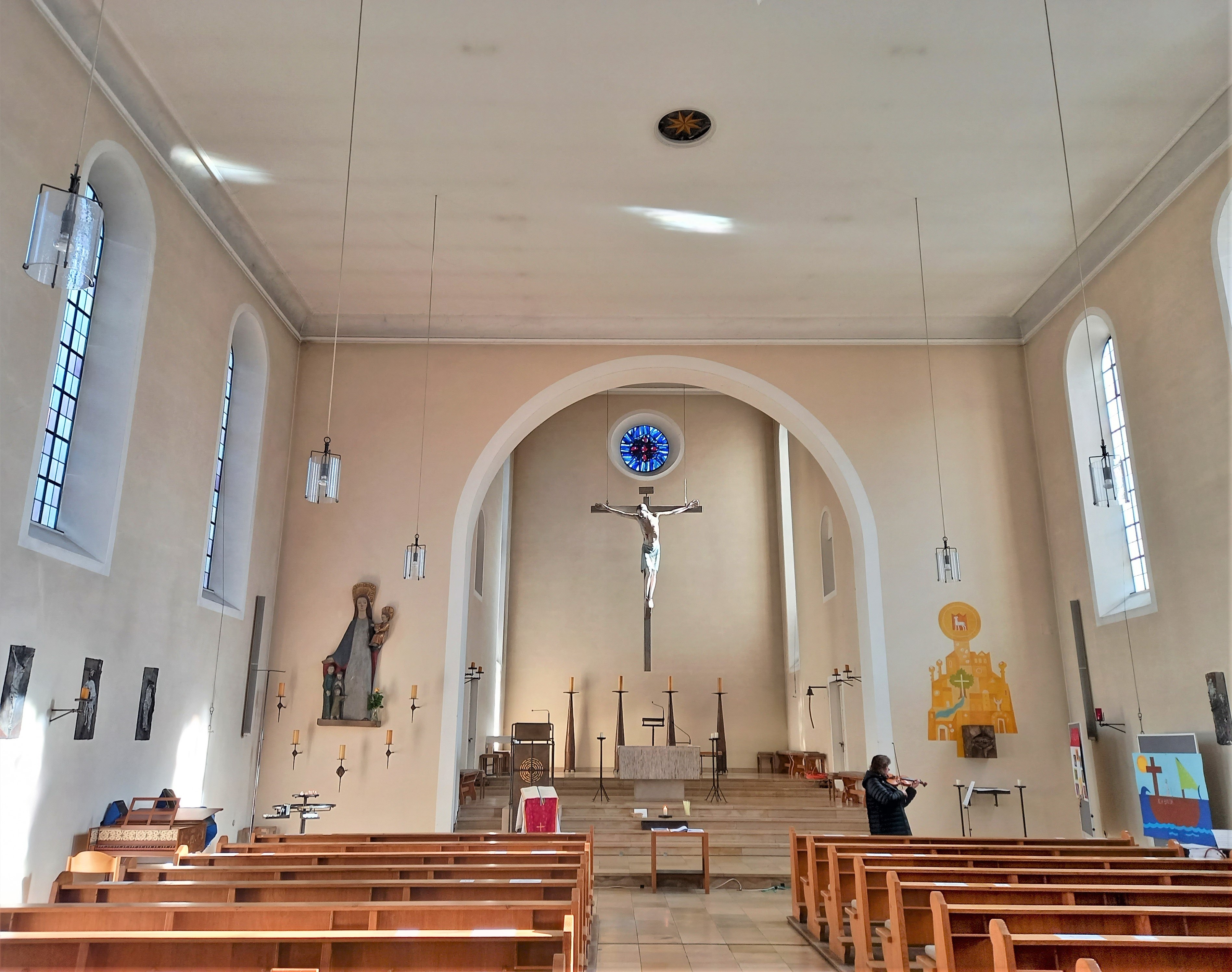
Innenraum (2020)

Von Klaus Backmund wurden der Altar, das Tabernakel rechts des Chorraums und die Kreuzwegstationen an den Längswänden des Kirchenraums geschaffen. Hinter dem Altar hängt ein großes Kruzifix von Matthias Bayerl (1956), der ebenfalls die Marienstatue links des Chorraums und die Josephsstatue im Kirchenraum gefertigt hat. Über dem Kruzifix ist mittig in der Kirchenwand ein rundes Buntglasfenster von Arno Bromberger (1970) eingelassen, welches die fünf Wundmale Christi zeigt. Über dem Tabernakel ist ein Wandbild des himmlischen Jerusalems von Ernst Strom (1995) angebracht, welches Symbole aus der Offenbarung des Johannes wie etwa den Baum des Lebens und das Wasser des Lebens aufnimmt. Ambo und Altarleuchter wurden im Jahr 1995 von Manfred Bergmeister gefertigt.

## Orgel

### Sax-Orgel (1955–2002)

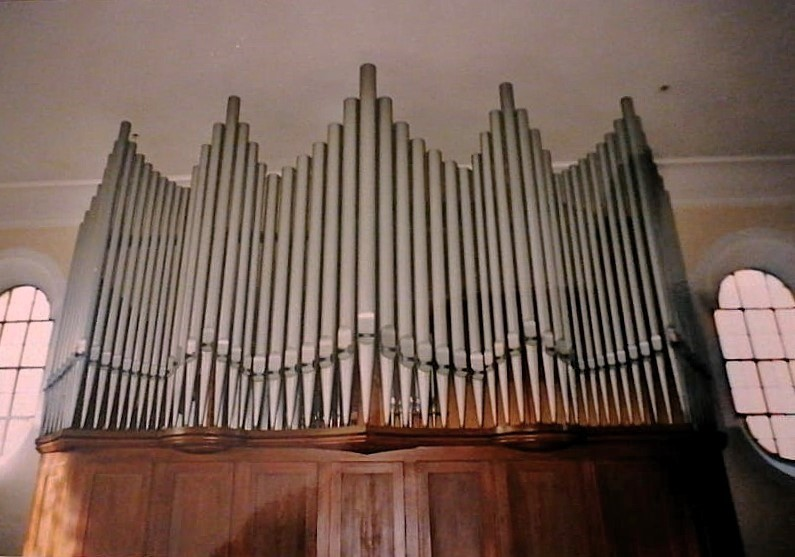
Ehemalige Sax-Orgel (2001)

Die erste Orgel der Kirche wurde im Jahr 1955 durch die Firma St. Gregoriuswerk unter Max Sax gebaut. Die Disposition wurde von Heinrich Wismeyer entworfen. Die ursprünglich pneumatische Traktur wurde im Jahr 1974 elektrifiziert. Nach ihrem Abbau wurde die Orgel an die Pfarrei St. Barbara in Łęczna verkauft und dort im Juni 2003 eingeweiht.
| I Hauptwerk C–g3 |     |
| Quintadena       | 16′ |
| Principal        | 8′  |
| Gedackt          | 8′  |
| Weidenpfeife     | 8′  |
| Octave           | 4′  |
| Gemshorn         | 4′  |
| Sifflöte         | 2′  |
| Mixtur IV–V      | 2′  |

| II Schwellwerk C–g3            |       |
| Hohlflöte                      | 8′    |
| Spitzflöte                     | 8′    |
| Violprinzipal                  | 4′    |
| Nachthorn                      | 4′    |
| Kleinoktave                    | 2′    |
| Quinte                         | 1 ⁄3′ |
| Oktavzimbel III–IV             | 1⁄2′  |
| Englisch Horn                  | 8′    |
| Tremulant (nie funktionsfähig) |       |

| Pedal C–f1    |         |
| Subbass       | 16′     |
| Stillgedackt  | 16′     |
| Octavbass     | 8′      |
| Gedacktbass   | 8′      |
| Choralbass II | 4′ + 2′ |
| Fagott        | 16′     |

- Koppeln: II/I, I/P, II/P
- Spielhilfen: Zwei freie Kombinationen, eine freie Pedalkombination, Tutti, Crescendowalze, Walze Ab, Zungen Ab, Zungeneinzelabsteller

### Sandtner-Orgel (seit 2002)

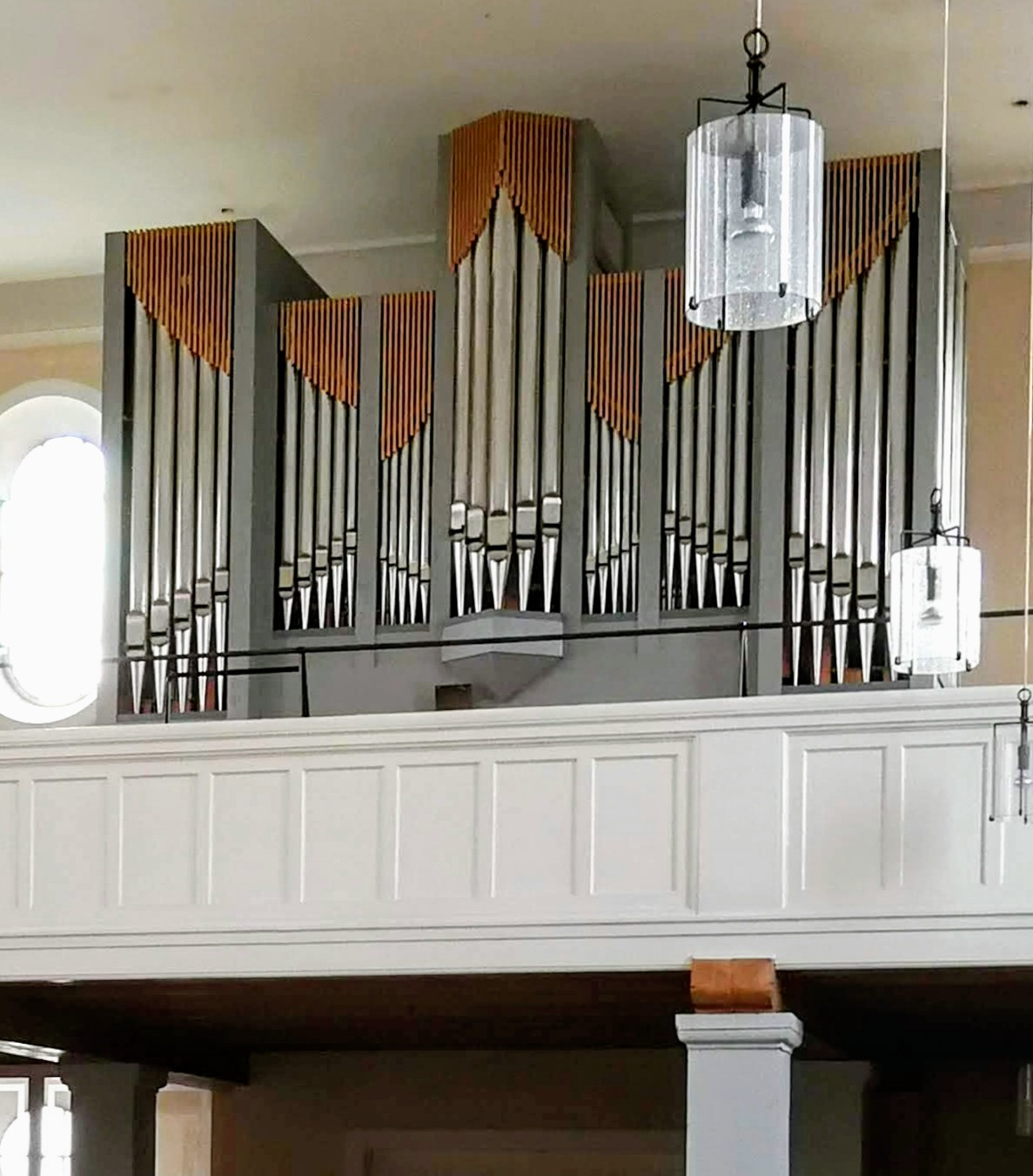
Sandtner-Orgel (2019)

Im Jahr 2002 wurde die Sax-Orgel durch eine neue Orgel der Firma Sandtner ersetzt. Sie verfügt über eine mechanische Traktur und eine gleichstufige Stimmung mit 440 Hz bei 15 °C. Insgesamt sind 1314 Pfeifen verbaut, davon 1192 Metall- und 122 Holzpfeifen.
| I Hauptwerk C–g3 |       |
| Bourdon          | 16′   |
| Principal        | 8′    |
| Copel            | 8′    |
| Salicional       | 8′    |
| Octave           | 4′    |
| Spitzflöte       | 4′    |
| Doublette        | 2′    |
| Mixtur IV        | 1 ⁄3′ |
| Trompete         | 8′    |

| II Schwellwerk C–g3 |        |
| Bourdon             | 8′     |
| Gamba               | 8′     |
| Voix céleste        | 8′     |
| Fugara              | 4′     |
| Querflöte           | 4′     |
| Nasard              | 2 ⁄3′  |
| Flageolett          | 2′     |
| Terz                | 1 3⁄5′ |
| Oboe                | 8′     |
| Tremulant           |        |

| Pedal C–f1 |     |
| Subbass    | 16′ |
| Octavbass  | 8′  |
| Gedackt    | 8′  |
| Octave     | 4′  |
| Fagott     | 16′ |

- Koppeln: II/I, I/P, II/P
- Spielhilfen: Doppeltraktur mit Setzeranlage